# Istvan Bakx
Istvan Bakx, né le 20 janvier 1986 à Flessingue (Pays-Bas), est un footballeur néerlandais.
Il évolue comme attaquant au FC Oss.

## Palmarès
KV Courtrai
- Tweede Klasse (D2)
  - Champion (1) : 2008